# Lymantria maculata
Lymantria maculata är en fjärilsart som beskrevs av Semper 1898. Lymantria maculata ingår i släktet Lymantria och familjen tofsspinnare. Inga underarter finns listade i Catalogue of Life.